# Nicolás Alejandro Fernández
Nicolás Alejandro Fernández (Puerto Deseado, 16 de diciembre de 1958) es un abogado y político argentino, integrante del Partido Justicialista. Se desempeñó como senador nacional por la Provincia de Santa Cruz entre 2001 y 2011, y previamente como diputado nacional (1999–2001), formando parte del bloque oficialista del Frente para la Victoria durante las presidencias de Néstor Kirchner y Cristina Fernández de Kirchner.

## Formación y trayectoria temprana
Egresó como abogado de la Universidad Católica de Santa Fe en 1985. Entre 1986 y 1989 fue asesor legal del Concejo Deliberante y de la intendencia de Caleta Olivia. Desde 1991 asesoró al municipio de Las Heras y a empresas petroleras radicadas en la provincia.

## Carrera parlamentaria
Fue elegido diputado nacional en 1999 y dos años más tarde accedió al Senado, donde se mantuvo durante una década. En el Congreso fue una figura influyente del bloque kirchnerista y participó del Consejo de la Magistratura. Tuvo un rol destacado en el proceso de renovación de la Corte Suprema, especialmente en la designación de Ricardo Lorenzetti.

## Controversias y causas judiciales

### Caso de contrabando de divisas
En julio de 2016, Fernández fue demorado por la Policía de Seguridad Aeroportuaria en el Aeropuerto Internacional de Ezeiza, cuando intentaba embarcar hacia Estados Unidos con su esposa, portando 28.700 dólares en efectivo sin declarar. La ley argentina impone un tope de USD 10.000 por persona para salir del país. Fue procesado por intento de contrabando y su situación derivó en una investigación por presunto lavado de dinero.
Fernández alegó desconocer la normativa y reconoció haber cometido “una estupidez”.

### Vínculos judiciales y apartamiento del kirchnerismo
A partir de 2011, tras ser excluido de las listas del Frente para la Victoria, rompió políticamente con Cristina Fernández de Kirchner. Distintos analistas señalaron que mantenía vínculos informales con sectores del poder judicial, en especial con el entorno del presidente de la Corte, Ricardo Lorenzetti. Durante los años posteriores se mantuvo alejado de la vida partidaria activa, aunque continuó participando en el ámbito legal y energético a través de asesorías privadas.

## Actividad posterior
Fundó el Centro de Estudios y Formación Política (CEFOP), espacio destinado a la formación de cuadros técnicos y jurídicos. También retomó su carrera como abogado, con vínculos en el sector petrolero.